# Genius Sonority
Genius Sonority (яп. ジニアス・ソノリティ株式会社 Дзиниасу Сонорити Кабусики Гаися) — японская студия разработки компьютерных игр, известная работой над такими сериями, как Dragon Quest и Pokémon.

## История
Genius Sonority начали работу в июле 2001 года. Их первым проектом была разработка игр Pokémon на домашние консоли. Официально компания была зарегистрирована в июне 2002 года при поддержке фонда Q Fund президента Nintendo Ямаути Хироси. Основатель и нынешний президент компании Ямана Манабу — один из ключевых сотрудников Heartbeat, компании, которая разрабатывала игры серии Dragon Quest для Enix.
Кроме разработки игр Pokémon, Genius Sonority также сотрудничала с Eighting при разработке Dragon Quest Swords: The Masked Queen and the Tower of Mirrors для Wii. Игра выпущена в Японии в июле 2007 года, а во остальном мире — через 10 месяцев.

## Тайтлы
- Pokémon Colosseum (2003) (Nintendo GameCube)
- Pokémon XD: Gale of Darkness (2005) (Nintendo GameCube)
- (NintendoPokémon Trozei (2006) (Nintendo DS)
- Pokémon Battle Revolution (2007) (Wii)
- Dragon Quest Swords: The Masked Queen and the Tower of Mirrors (2007) (Wii)
- 100 Classic Book Collection (2008) (Nintendo DS)
- Disney Fairies: Tinker Bell (2008) (Nintendo DS)
- Otona no Renai Shōsetsu: Hārekuin Serekushon[2] (2010) (Nintendo DS)
- Learn with Pokémon: Typing Adventure (2011) (Nintendo DS)
- The Denpa Men: They Came By Wave (2012) (Nintendo 3DS)
- The Denpa Men 2: Beyond the Waves (2012) (Nintendo 3DS)
- The Denpa Men 3: The Rise of Digitoll (2013) (Nintendo 3DS)
- Pokémon Battle Trozei (2014) (Nintendo 3DS)
- The Denpa Men RPG FREE! (2014) (Nintendo 3DS)
- Pokémon Shuffle (2015) (Nintendo 3DS)
- Pokémon Shuffle Mobile (2015) (IOS) (Android)
- PokeToru Smartphone Version (2015) (Android)